# Emenda Ibsen Pinheiro
A Emenda Ibsen Pinheiro consiste na emenda 387 ao projeto de lei brasileira nº 5.938 de 2009, feita em co-autoria pelos deputados Humberto Souto e Ibsen Pinheiro, recebendo o nome deste último deputado, e que propõe que a União fique com 40% dos royalties e 50% da participação especial da produção do petróleo em águas territorias do país; todo o restante do dinheiro seria dividido entre estados e municípios, seguindo as regras do Fundo de Participação dos Municípios e dos estados.

## O que muda com a emenda
A emenda faz parte do projeto que muda o marco regulatório para a exploração de petróleo na camada pré-sal, alterando o modelo de concessão para partilha de produção, onde a União recebe diretamente parte da produção, considerando a grande distância do local das jazidas, pertencente à chamada plataforma continental.
Atualmente recebem os royaltes somente os estados produtores de bens naturais exploráveis, como por exemplo, gás natural e petróleo.

## Oposição
Estados produtores de petróleo, como o Rio de Janeiro e Espírito Santo protestaram - alegando serem os royalties do petróleo necessários para poder neutralizar os danos realizados pela exploração do óleo - reivindicando para si a integralidade de todo o montante dos royalties, realizando mobilizações patrocinadas pelos respectivos governos.
O deputado federal Eduardo Cosentino da Cunha, do PMDB do Rio de Janeiro, chegou a ajuizar perante o Supremo Tribunal Federal um Mandado de Segurança (MS 28590) para que a Câmara dos Deputados não viesse a analisar a emenda por violação ao Regimento Interno da Câmara dos Deputados (RICD).
O governador de São Paulo, José Serra declarou-se contra a emenda, alegando que a nova divisão dos royalties arruinaria os planos dos estados produtores.